# Maninidra
Maninidra o Mananidra, después llamado Pedro de Maninidra, (Gran Canaria, ¿?-Berbería, 1500) fue un aborigen grancanario, guayre de Telde, que participó en la defensa de su isla contra los conquistadores europeos en el siglo xv. Una vez cristianizado, intervino como soldado en las conquistas de La Palma y Tenerife.

## Biografía
Según algunos autores su nombre puede traducirse como 'esplendor de la estirpe'.
Fue uno de los capitanes o guayres de Telde, y pariente cercano —sobrino o hermano según diferentes autores— del rey de Gáldar Tenesor Semidán, bautizado luego como Fernando Guanarteme.
Residía antes de la conquista en las cuevas de Tufia, en el moderno término municipal de Telde, y estaba casado con la también aborigen de Gran Canaria Ana de León, con quien fue padre de Inés de Maninidra y Costancia Ferrández.
Había sido enemigo mortal del famoso caudillo canario Doramas, quien pretendía a una hermana suya.
Maninidra murió en la batalla de San Miguel de Saca en el año 1500 durante una de las expediciones del Adelantado de Canarias Alonso Fernández de Lugo a Berbería, aunque algunos autores dicen erróneamente que murió durante la conquista de Tenerife.

### Maninidra durante la conquista de Gran Canaria
Maninidra estuvo presente hacia 1457 o 1459 en el encuentro entre los reyes de Gáldar y Telde con el señor de Canarias Diego García de Herrera, quien solicitó la construcción de una casa de oración en la bahía de Gando, levantando luego en realidad una torre defensiva. Asimismo, Maninidra también sería testigo del acto de sumisión que ambos reyes isleños le presentaron a Herrera en el puerto de las Isletas en 1461.
Hacia 1465 Maninidra participó en la defensa del poblado de Telde atacado por Diego de Herrera y su yerno el portugués Diego de Silva y Meneses, estando a punto de caer prisionero junto a Tenesor Semidán. No obstante, Diego de Silva, quien había sido perdonado por el guanarteme de Gáldar en una incursión anterior, les franquea la retirada en agradecimiento.
En 1474 Maninidra dirigió el asalto de la torre de Gando que los aborígenes llevan a cabo enfurecidos por los maltratos de los castellanos, sobre todo por el rapto de algunas nobles isleñas por parte del alcaide la torre Pedro Chemida. Maninidra y los canarios se introdujeron en la fortaleza disfrazados de soldados, matando a varios castellanos y quemando un almacén anexo a la torre. Algunos autores consideran que este asalto de Maninidra no fue a la torre de Gando, sino a una fortaleza construida por Diego de Silva en el territorio de Telde tras su asalto antes mencionado.
Maninidra continuaría luchando contra los invasores castellanos llegados con el capitán Juan Rejón en 1478, participando activamente en la batalla del Guiniguada, donde hizo estragos entre los conquistadores. Como capitán, Maninidra continuó dirigiendo la defensa de la isla contra los siguientes asaltos castellanos.
En mayo de 1481 se produce la rendición ante el gobernador Pedro de Vera de varios aborígenes principales, entre los que se encontraba Maninidra, y de uno de los guanartemes. Poco después, Maninidra es embarcado por Pedro de Vera junto a otros doscientos canarios que vivían en el real de Las Palmas bajo pretexto de enviarlos a la conquista de Tenerife, pero con la secreta intención de desterrarlos o venderlos como esclavos. Los canarios se amotinaron al no arribar a Tenerife, siendo abandonados en la isla de Lanzarote donde fueron recibidos por Diego de Silva hasta que pudieron retornar a Gran Canaria junto a Fernando Guanarteme. Fue en Lanzarote donde, según el historiador Marín de Cubas, fue bautizado Maninidra.

### Conquistador de La Palma y Tenerife
Maninidra formó parte del grupo de aborígenes canarios que el capitán conquistador Alonso Fernández de Lugo enroló entre sus tropas para llevar a cabo las conquistas de La Palma, entre 1491 y 1492, y Tenerife en 1494-96. En esta última, en los momentos previos a la célebre matanza de Acentejo, recoge la tradición una conversación entre Lugo y Maninidra que el historiador Fray Alonso de Espinosa refiere de esta forma:

—¿Qué es eso, Maninidra? ¿Tiemblas de miedo? ¿Ahora es tiempo de temer?
 Respondió el canario y dijo:
 —No tiemblo de miedo, que nunca lo tuve; mas tiemblan las carnes pensando el estrecho en que el corazón las ha de meter hoy...
Fray Alonso de Espinosa, 1594.

Sin embargo, el propio autor dice que algunos mantenían ya en su tiempo que esa conversación no había tenido lugar en Tenerife, sino en la entrada a Berbería donde murió. Otros afirman que fue una conversación entre Maninidra y otro caudillo canario durante la conquista de Gran Canaria.
Maninidra volvería con Lugo en la segunda entrada de este a Tenerife en 1495, siendo capitán de la compañía de canarios y participando en las batallas de la Laguna y segunda de Acentejo.
Finalizada la conquista en 1496 se avecindó en la isla, recibiendo del Adelantado tierras durante el repartimiento.

### Expedición a Berbería
En 1500 los Reyes Católicos encomendaron a Alonso Fernández de Lugo, ya Adelantado de Canarias y capitán general de las islas y de las costas de África, que levantara tres torres en las costas de Berbería para someter a los infieles. Para tal expedición, Lugo enroló a numerosos canarios que habían participado con él en sus conquistas, encontrándose Maninidra entre ellos.
Ya en África, Lugo y sus hombres levantaron la torre de San Miguel de Saca junto a la desembocadura del río Asaka. Allí fueron sitiados por los musulmanes, quienes lograron derrotar a los cristianos. En las refriegas habidas murió gran cantidad de los soldados de Lugo, entre los que se encontraba el propio Maninidra.